# Gustaf Jansson (politiker)
Gustaf Jansson (i riksdagen kallad Jansson i Krakerud), född 25 december 1839 i Nora landsförsamling, Örebro län, död 3 februari 1926 i Falun, var en svensk hemmansägare och riksdagsman.
Jansson var lantbrukare i Krakerud i Värmland. I riksdagen var han ledamot av andra kammaren 1884-1911. Han var bl.a. ledamot i bevillningsutskottet 1891-1901.